# تشارلز ستيوارت برات
تشارلز ستيوارت برات وهو الكاتب الذي كان يكتب أحيانًا تحت الأسماء المستعارة لـ CP Stewart و CP Stuart ، وهو كاتب أمريكيً يكتب لأدب الأطفال، اشتهر بكونه محررًا فنيًا لمجلة Wide Awake لمدة 16 عامًا بدءًا من عام 1875. قام بتحرير مجلات الأطفال لمدة 30 عامًا، وكان يعمل في معظم ذلك الوقت مع زوجته إيلا فرمان برات.

## حياته
ولد تشارلز ست برات في 10 فبراير 1854 في جنوب ويموث ، ماساتشوستس. كان ابن لورينج ولورا (فينينج) برات. التحق برات بمدرسة ساوث ويماوث الثانوية، ثم مدرسة الفنون في بوسطن. 

## المهن الادبية
في عام 1875 في عمر ال21 عام، أصبح محررًا فنيًا لمجلة Wide Awake، وهي مجلة للأطفال تنشرها شركة لوثروب D في بوسطن. كانت إيلا فرمان المحرر الأدبي للمجلة. تزوج برات وفارمان عام 1877. 
بصفته المحرر الفني لـ Wide Awake، استأجر العديد من الرسامين المعروفين، بما في ذلك ويليمام باركير بودفيش و Frederick Childe Hassam. كما كتب العديد من القصص للمجلة، والتي تم نشرها بشكل مجهول أو باسم مستعار.  قام بتحرير مجلة وايد وايك من عام 1875 حتى عام 1891. 
عمل برات وزوجته أيضًا في مجلات أطفال أخرى لشركة D. لوثروب. وقاموا بتحرير مجلة بيبي لاند من 1877 إلى 1892  ثم من 1894 إلى 1897.  بالإضافة إلى ذلك، قاموا بتحرير Little Men and Women لفترة زمنية غير محددة.
من عام 1897 حتى عام 1909، قام برات بتحرير مجلة ليتل فولكز ،  وهي مجلة للأطفال نشرتها شركة SE Cassino Company، في سالم ، ماساتشوستس. عملت إيلا فرمان برات كمحرر مشارك حتى وقت قصير قبل وفاتها عام 1907. حتى عام 1912 على الأقل، ذكرت صفحة محتويات مجلة ليتل فولكز «تم تحريرها من التأسيس حتى مايو 1909 بواسطة Charles S. و Ella Farman Pratt.» 
خلال فترة عمل برات كمحرر لمجلة للأطفال، كان يكتب أيضًا قصصًا لمجلات الكبار. وفاز بجائزة ألف دولار عن قصته «جريمة سماوية» ،  التي نُشرت في عدد ديسمبر 1897 من القطة السوداء وهي إحدى منشورات شركة SE كاسينو الأخرى. نُشرت قصته نابليون وريجنت دايموند في عدد سبتمبر 1895 من مجلة ليبينكوت الشهرية . اعتبرت القصة جديرة بالملاحظة لدرجة أنها ذكرت في عدد 1895 من The Review of Reviews.

## الحياة الشخصية
تزوج تشارلز ستيوارت برات من إليزا آنا فارمان في 11 نوفمبر 1877،  عاش الزوجان في وارنر، نيو هامبشاير لمعظم حياتهما الزوجية. كان لفرمان برات ابن، رالف فارمان برات حيث ولد في 7 يوليو 1878، وأصبح رسامًا للمناظر الطبيعية.
لسنوات عديدة كان برات عضوًا في مجلس أمناء مكتبة بيلسبوري فريي، وعمل على إنشاء مكتبات فرعية لأطفال المدارس في Davisville و Melvin's Mills، وهي قرى مدرجة داخل حدود وارنر، نيو هامبشاير. 

## مرضه
في عام 1909 تنحى برات عن عمله كمحرر لـمجلة ليتل فولكز بسبب مشاكل صحية خطيرة.  يذكر النعي الذي نُشر في جريدة مسقط رأسه أنه عانى من «صدمة شلل» تسببت في مرض مزمن، لكنه «تحمل عبئًا ثقيلًا بصلابة». 
لسنوات عديدة كان ينفق على مدخراته، لكن عدد سبتمبر 1920 من The Writer احتوى على هذا الإشعار الموجز: «The Boston Transcript تنشر نداءًا للحصول على مساعدة مالية لتشارلز ستيوارت برات من Warner NH، الذي كان مع السيدة. كانت إيلا فرمان برات محررة سابقًا لمجلة» وايد أويك«، وهي الآن فقيرة وعاجزة مع شلل في شيخوختها».
توفي برات في وارنر، نيو هامبشاير في 3 أبريل 1921. تم دفنه في جنوب ويموث ، ماساتشوستس. 

## الكتب المنشورة
- 1886 - Bye-O-Baby Ballads ، D. Lothrop
- 1888 - كتاب تهليل الطفل ، Prang & Company
- 1896 - ليتل بيتركين فانديك ، LC Page & Company
- 1896 - The Brown Bunny (اسم مستعار لـ CP Stewart)، شركة SE Cassino
- 1899 - مسرحيات العصا والبازلاء ، D. Lothrop
- 1899 - Buz-Buz & His Twelve Adventures ، D. Lothrop
- 1905 - ريدل رايمز ، شركة SE Cassino
- 1908 - سفينة نوح الصغيرة (اسم مستعار لـ CP Stuart)، شركة SE Cassino